# Hospital Al-Shifa
O Hospital Al-Shifa (em árabe: مستشفى الشفاء Mustašfā aš-Šifāʾ ar) foi o maior complexo médico e hospital central da Faixa de Gaza, Palestina, localizado no bairro de Rimal, ao norte da Cidade de Gaza.
Fundado em 1946 pelo governo da Palestina Mandatária, o hospital foi ampliado durante as ocupações egípcia e, posteriormente, israelense. Durante a Guerra Israel-Hamas, Israel, com apoio dos Estados Unidos, alegou que o Hamas utilizava o hospital como centro de comando. Em 15 de novembro de 2023, forças israelenses invadiram o hospital [en], onde milhares de palestinos buscavam abrigo. A incursão foi amplamente criticada e Israel foi acusado por diversas agências de notícias de conduzir uma guerra de propaganda. A equipe médica do Al-Shifa acusou Israel de causar diretamente a morte de civis em tratamento, incluindo bebês prematuros.
Após a divulgação de vídeos por Israel em 22 de novembro de 2023, mostrando túneis do Hamas [en] sob o hospital, várias agências de notícias concluíram que as evidências não comprovavam o uso do hospital como centro de comando do Hamas. A Amnesty International declarou em 23 de novembro de 2023 que "não viu evidências críveis para apoiar a alegação de Israel de que o Al-Shifa abrigava um centro de comando militar" e que "as forças militares israelenses até agora não forneceram evidências confiáveis" para a acusação. Izzat al-Risheq, oficial do Hamas, negou que o grupo usasse o hospital como escudo para suas estruturas militares subterrâneas, afirmando que as acusações não tinham fundamento. Um relatório posterior do New York Times em fevereiro de 2024 confirmou os relatórios anteriores, mas também citou material de inteligência israelense confidencial sugerindo que o Hamas usava o hospital como cobertura.
Uma segunda incursão israelense ao hospital, marcada por intensos confrontos armados dentro e ao redor do complexo, terminou em 1º de abril de 2024, após duas semanas. O hospital foi completamente destruído, com centenas de vítimas ao redor do complexo. Uma das unidades médicas do hospital foi reaberta em 1º de setembro de 2024.

## 1948–1967
Dar al-Shifa, que significa "casa de cura" em árabe, foi originalmente um quartel do Exército Britânico, mas foi transformado em um centro para tratamento de doenças em quarentena e febris pelo governo da Palestina Mandatária em 1946. Antes da Guerra Árabe-Israelense de 1948, o Al-Shifa era um dos dois hospitais em Gaza, sendo o outro o Hospital Árabe Al-Ahli [en]. Quando os egípcios administraram a Faixa de Gaza após a guerra, o departamento de quarentena e doenças febris foi transferido para outra área da cidade, e o Al-Shifa se tornou o hospital central de Gaza. Inicialmente, foi estabelecido um departamento de medicina interna, seguido por uma nova ala para cirurgia e, posteriormente, novos edifícios para pediatria e oftalmologia. Em 2013, um edifício cirúrgico especializado foi inaugurado.
Após uma breve ocupação por Israel durante a Crise de Suez de 1956, a administração egípcia, sob as diretrizes do presidente Gamal Abdel Nasser, deu maior atenção à saúde e à situação social de Gaza, expandindo o Al-Shifa para incluir departamentos de obstetrícia e ginecologia. Foi criada uma nova administração de saúde para a região de Gaza, e várias clínicas foram construídas na cidade, atendidas por médicos do hospital. O maior departamento do Al-Shifa era o de medicina interna (100 leitos), seguido por pediatria (70 leitos), cirurgia (50 leitos), oftalmologia (20 leitos) e ginecologia (10 leitos).

## 1967–2005: Ocupação Israelense–Desengajamento de Gaza
Quando Israel ocupou Gaza na Guerra dos Seis Dias de 1967, toda a administração egípcia e a equipe do hospital foram feitas prisioneiras. Até 1969, o departamento de medicina interna foi ampliado para incluir várias subespecialidades.
Em dezembro de 1987, durante a Primeira Intifada, forças israelenses invadiram o hospital em várias ocasiões. Elas agrediram pacientes e funcionários, prenderam pessoas e destruíram equipamentos médicos. Pelo menos 61 pessoas foram feridas e quatro palestinos foram mortos, incluindo uma criança de 8 anos. Além disso, usaram o telhado do hospital como ponto de observação. Jovens palestinos jogaram garrafas e pedras contra os soldados.
Alguns meses depois, uma delegação de médicos americanos visitou vários locais de saúde na Palestina. Eles afirmaram que: "Quando comparado ao nível mais baixo de serviços de saúde em alguns países do terceiro mundo, o nível dos serviços no Hospital Al-Shifa, por exemplo, era ainda inferior."

### Arquitetura e expansão
O hospital passou por uma grande reforma e expansão liderada por Israel. O projeto foi desenhado pelos arquitetos israelenses Gershon Tzapor e Benjamin Edelson em seu escritório em Tel Aviv, ambos com vasta experiência na construção de hospitais de alto padrão. O projeto, realizado na década de 1980, fazia parte de uma iniciativa para melhorar as condições de vida dos residentes da Cidade de Gaza.
O projeto visava abrigar 900 leitos em um campus de 50 dunams. As adições israelenses foram consideradas equiparáveis aos padrões de alas hospitalares em hospitais israelenses, como o Tel HaShomer [en]. A arquitetura do hospital refletiu tendências modernistas e pós-modernistas da arquitetura israelense. Em particular, apresentava semelhanças com hospitais israelenses, como as fachadas do edifício Bezalel em Jerusalém. Similar a outros projetos israelenses, o edifício foi construído com escadarias diagonais acentuadas, semelhantes a projetos de arquitetos israelenses como Dan Eitan e Shlomit Nadler.
Durante uma reforma na década de 1990, foi adicionado um grande porão, que, segundo as IDF, foi apropriado pelo Hamas para armazenar armas. De acordo com a Newsweek e o The Intercept, um bunker sob o edifício 2, construído em 1983 por Israel, incluía uma sala de cirurgia subterrânea segura e uma rede de túneis. Segundo o ex-primeiro-ministro israelense Ehud Barak, em entrevista à CNN, os túneis foram construídos por Israel na década de 1980 como parte da construção do hospital. Segundo autoridades israelenses, o Hamas posteriormente escavou o porão original, adicionando novos andares e conectando-o como um centro dentro de seu sistema de túneis.

## 2005–presente: Controle Palestino
Em 2005, Israel se retirou de Gaza e entregou o controle à Autoridade Palestina.

### Conflito Fatah–Hamas de 2007
Durante o Conflito Fatah–Hamas em junho de 2007, Fatah e Hamas entraram em confronto no hospital, resultando na morte de um membro de cada organização. Alguns feridos levados ao hospital foram mortos por militantes do Hamas dentro do complexo. Um médico relatou: "A equipe médica sofre com medo e terror, especialmente dos combatentes do Hamas, que estão em todos os cantos do hospital." O Hamas demitiu cerca de 600 médicos afiliados ao Fatah, ameaçando atirar neles se retornassem ao hospital. Dois médicos noruegueses, Erik Fosse [en] e Mads Gilbert [en], realizaram trabalho humanitário no hospital.

### Guerra de 2008–2009
Durante a Guerra Israel-Hamas (2008–2009), o Hospital Al-Shifa ficou sobrecarregado com palestinos feridos por ataques aéreos israelenses. Antes da guerra, o bloqueio de Gaza já havia causado escassez de sistemas de ventilação, equipamentos de manejo de pacientes, como mesas cirúrgicas, leitos, macas e vários tipos de equipamentos médicos. Essas carências impactaram o trabalho clínico.
Nos primeiros 13 dias da guerra, cerca de 360 cirurgias foram realizadas. Aproximadamente 340 pessoas trazidas ao hospital foram declaradas morto na chegada. O número de feridos atendidos nesse período foi de 1.039, mas isso é considerado uma subestimação, pois não inclui muitos pacientes com ferimentos leves. Grande parte da cobertura midiática do Conflito Israel-Gaza de 2008–2009 foi transmitida ou escrita por correspondentes reportando a partir do hospital.
Durante a guerra de 2008–2009, o The New York Times relatou que "militantes armados do Hamas em roupas civis percorriam os corredores" matando supostos colaboradores. Vários relatórios de oficiais do Shin Bet israelense alegaram que o Hamas usava o Hospital Al-Shifa como bunker e refúgio, sabendo que seria poupado de ataques aéreos. As alegações israelenses eram difíceis de confirmar porque Israel havia proibido jornalistas em Gaza na época. O programa Wide Angle da PBS, que entrevistou um médico de Gaza que preferiu permanecer anônimo, relatou que ele acreditava que oficiais do Hamas estavam presentes sob o hospital.
Em 2009, o Ministério da Saúde Palestino, administrado pela Autoridade Palestina na Cisjordânia, acusou membros do Hamas de assumirem o controle de alas do Hospital Al-Shifa.

### Guerra de 2014
Durante a Guerra de 2014, operações israelenses, iniciadas após sequestros e ataques do Hamas contra civis israelenses, resultaram na morte de mais de 2.100 palestinos e feriram mais de 11.000. Durante a guerra, 8.592 pacientes, majoritariamente civis, visitaram o Hospital Al-Shifa. Destes, 490 (5,7%) chegaram mortos. Após uma triagem detalhada, 1.808 pacientes foram internados, dos quais 78 (4,3%) morreram no hospital. Foram realizadas 842 cirurgias de salvamento, incluindo 90 laparotomias, 146 fixações ortopédicas, 106 craniotomias, 69 intervenções em tórax/vias aéreas, 38 procedimentos vasculares, 49 amputações, 68 desbridamentos e 176 outros procedimentos.
Comparado à guerra de 2012, as taxas de admissão na UTI dobraram e as taxas de mortalidade na UTI triplicaram. Os autores especulam que isso pode ser devido ao "caráter extremo" dos ataques em 2014. A Anistia Internacional afirmou que forças do Hamas usaram áreas abandonadas do hospital para matar, deter, interrogar, torturar e maltratar palestinos acusados de colaborar com Israel, em uma operação chamada "Operação Estrangulamento de Pescoços". Segundo a Amnesty, isso ocorreu enquanto o hospital continuava funcionando, e o necrotério do hospital foi usado para apoiar a operação, deixando corpos para as famílias coletarem.
Um membro do Fatah relatou ter sofrido duas horas de tortura na clínica ambulatorial do hospital, durante as quais foi espancado com um martelo. Durante a guerra, oficiais do Hamas conduziam entrevistas horárias com a mídia a partir do hospital, condenando a "agressão israelense". Norman Finkelstein afirmou que as evidências para a acusação eram fracas e, se isso tivesse ocorrido, teria sido notado pelas 13.000 pessoas (incluindo jornalistas) presentes no hospital durante a guerra.
O ex-comandante da Marinha Israelense Eli Marom afirmou que líderes do Hamas estavam escondidos no porão do Hospital Al-Shifa. Finkelstein escreve que o relatório oficial israelense da guerra não acusou o Hamas de fazer nada no hospital além de "interrogatórios de segurança". O chefe do bureau de Londres do Washington Post, William Booth, escreveu que o hospital havia se tornado um "quartel-general de facto para líderes do Hamas, que podiam ser vistos nos corredores e escritórios". Orde Kittrie descreveu o Hospital Al-Shifa como quartel-general do Hamas. Oficiais do Hamas também foram descritos como se disfarçando com trajes médicos dentro do hospital.
O Dr. Erik Fosse, que trabalhou no hospital na época, não encontrou evidências de que fosse uma base do Hamas. O médico norueguês Mads Gilbert, que também trabalhou no hospital durante a guerra, negou que o hospital fosse usado como base por oficiais ou militantes do Hamas. A professora Sara Roy concluiu que "era altamente improvável que o Hamas fizesse uso militar do edifício do hospital".
O correspondente do Wall Street Journal Nick Casey tuitou uma foto do porta-voz de mídia do Hamas, Mushir Al Masri, conduzindo entrevistas com a mídia bem em frente ao Hospital Al-Shifa, mas depois deletou a publicação. Jornalistas do The Guardian viram oficiais do Hamas no hospital. Reportando do hospital em Gaza para o jornal finlandês Helsingin Sanomat [en], Aishi Zidan relatou que um foguete foi disparado da área do hospital. Isso foi aproveitado pela imprensa israelense, levando a jornalista a esclarecer no Facebook que suas palavras foram tiradas de contexto e usadas como propaganda, e que o foguete foi disparado de "algum lugar atrás do hospital".

## Guerra Israel-Hamas

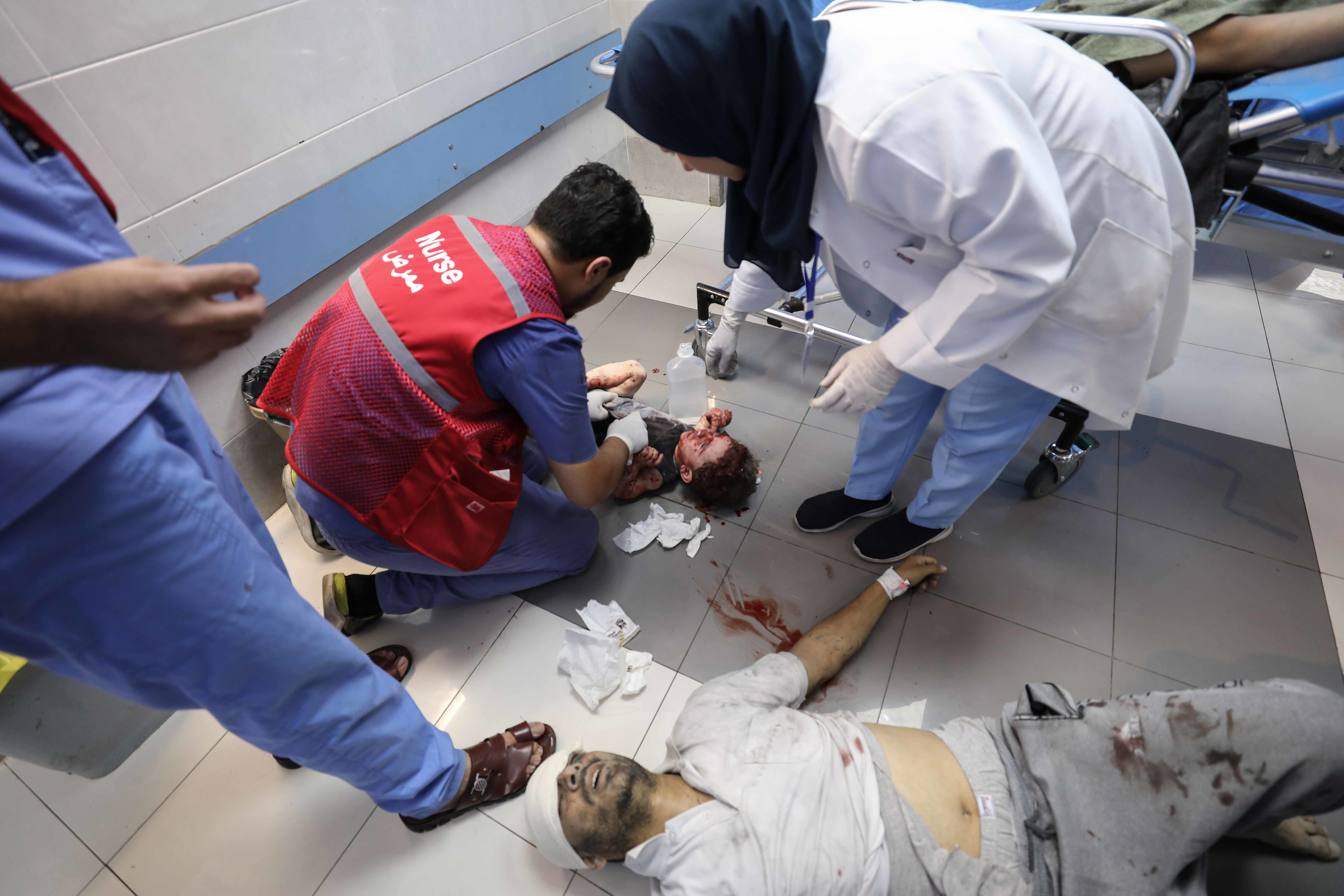
Palestinos feridos recebem tratamento no chão da ala de emergência superlotada do Hospital Al-Shifa, na Cidade de Gaza, em 11 de outubro de 2023

Durante a Guerra Israel-Hamas iniciada em 2023, os administradores do Hospital Al-Shifa relataram que o hospital estava sobrecarregado com pessoas feridas e moribundas, operando muito acima de sua capacidade de 700 leitos e enfrentando escassez de combustível, leitos e suprimentos médicos. O hospital também abrigava milhares de palestinos deslocados que buscavam refúgio contra ataques aéreos durante a guerra.
Em 7 de outubro de 2023, dia do ataque de 2023 contra Israel, o Hamas levou dois reféns, um deles ferido, ao hospital. As Forças de Defesa de Israel (IDF) alegam que isso demonstra que o Hospital Al-Shifa foi usado como centro de comando e controle.

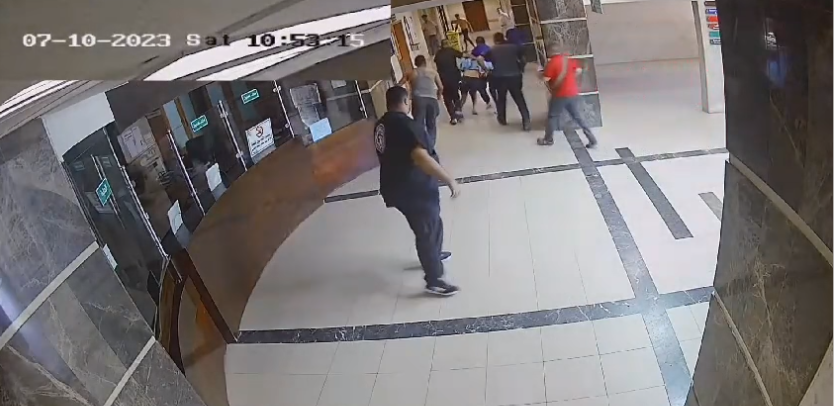
Imagens de CFTV que, segundo as IDF, mostram militantes do Hamas arrastando um refém dentro do hospital

Em 3 de novembro, durante a invasão israelense da Faixa de Gaza [en], um ataque aéreo israelense atingiu um comboio de ambulâncias, resultando em dezenas de feridos e várias mortes. Segundo Israel, as ambulâncias estavam sendo usadas para transportar combatentes e armas do Hamas, acusação negada pelo grupo. De acordo com autoridades de Gaza, as ambulâncias transportavam pacientes gravemente feridos do hospital para a Passagem de Rafah [en] com o Egito. A Sociedade do Crescente Vermelho Palestino informou que o ataque matou 15 pessoas. O Secretário-Geral da ONU, António Guterres, disse estar "horrorizado com o ataque relatado em Gaza contra um comboio de ambulâncias fora do Hospital Al-Shifa", enquanto o chefe da Organização Mundial da Saúde, Tedros Adhanom Ghebreyesus, afirmou estar "completamente chocado". Em 7 de novembro, a Human Rights Watch determinou que o ataque foi "aparentemente ilegal e deve ser investigado como um possível crime de guerra", observando que ambulâncias e outros transportes médicos devem ser protegidos em todas as circunstâncias. A organização acrescentou que o uso de ambulâncias para fins militares também violaria as leis de guerra, mas não encontrou evidências disso. O The Washington Post afirmou que não identificou armas ou indivíduos em trajes militares nos vídeos analisados, e a Human Rights Watch declarou que "não encontrou evidências de que a ambulância estava sendo usada para fins militares".
Em 6 de novembro, a Al Aqsa Voice Radio [en] e a Al Jazeera relataram que forças israelenses destruíram os painéis solares no topo do Hospital Al-Shifa, deixando o hospital totalmente dependente de geradores reserva com suprimentos de combustível rapidamente esgotados. As IDF negaram ter alvejado os sistemas. Um relatório do Center for Strategic and International Studies de 11 de novembro de 2023 indicou que, embora os painéis solares do hospital parecessem intactos, os painéis adjacentes ao hospital sofreram danos extensos. Um porta-voz do centro especulou que alguns desses painéis poderiam estar fornecendo energia a partes do hospital localizadas fora do complexo principal.
Israel afirmou que ofereceu combustível e evacuação de crianças do hospital. Em 11 de novembro, as IDF anunciaram que ajudariam a transportar bebês do hospital para um local mais seguro no dia seguinte.

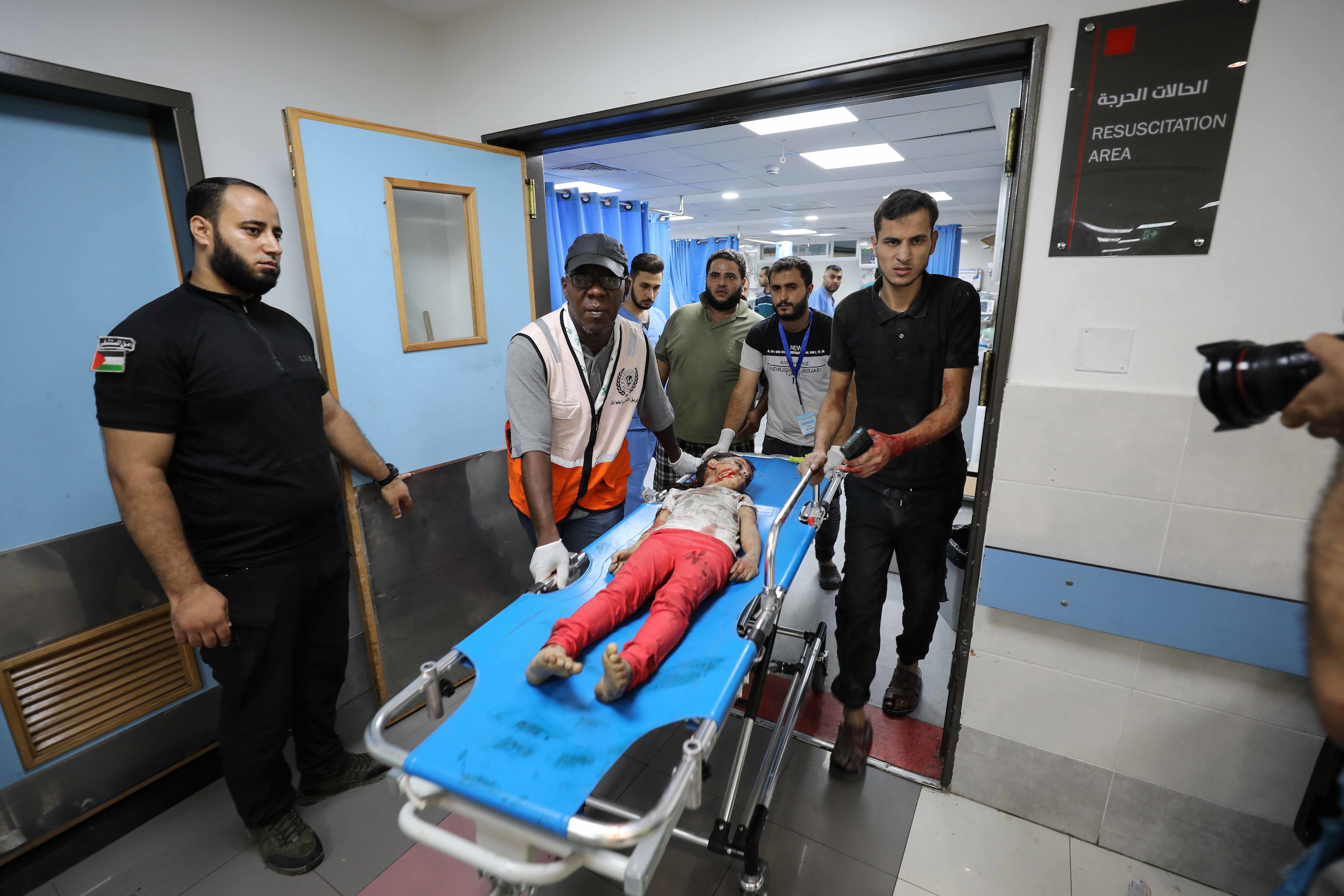
A ala de emergência em 11 de outubro de 2023

Em 11 de novembro, um vídeo viralizou mostrando uma enfermeira no Hospital Al-Shifa acusando o Hamas de ocupar o hospital e roubar combustível e medicamentos. O vídeo, compartilhado por contas pró-Israel, foi considerado "falso" pela France 24. Marc Owen Jones, professor associado da Universidade Hamad bin Khalifa [en], também afirmou que o vídeo era claramente encenado.
Em 15 de novembro, a jornalista Irris Makler, da France24, afirmou que, embora não tivesse visto evidências de uso militar do hospital, entrevistou um médico britânico não identificado que trabalhou lá por volta de 2020 e relatou ter visto "alguns personagens não médicos suspeitos" entrando e saindo de uma parte do hospital. O médico disse que foi orientado a evitar essa área, embora Makler tenha observado que "não é incomum" que uma área específica de um hospital seja restrita. Após ouvir a entrevista, Michael Neuman, da Médicos Sem Fronteiras, afirmou que sua equipe trabalhou no Al-Shifa por muitos anos, mas nunca viu evidências de uso do hospital para fins não médicos.
Antes da incursão de 15 de novembro de 2023, o governo israelense exigiu a evacuação do hospital. Essa evacuação, considerada uma "sentença de morte" pela Organização Mundial da Saúde, foi rejeitada pela equipe médica, que se recusou a abandonar os pacientes. No dia da incursão, o hospital abrigava 22 pacientes em cuidados intensivos, 36 bebês prematuros e mais de 2.000 pessoas deslocadas, segundo a equipe médica. As IDF afirmaram que encontraram armas, munições e um centro de comando operacional no prédio, incluindo vários fuzis de assalto e granadas na sala de ressonância magnética do hospital, alegação que o Hamas negou. Análises de vídeo conduzidas pela BBC News e CNN concluíram que o exército israelense aparentemente rearranjou ou adicionou armas para a visita da mídia. A BBC News também relatou que um vídeo israelense com as supostas descobertas foi editado, apesar da declaração do porta-voz das IDF de que as imagens não foram editadas e foram filmadas em uma única tomada.
As IDF também afirmaram que entregaram incubadoras, alimentos para bebês e suprimentos médicos ao hospital. Além disso, divulgaram imagens de CFTV de pessoas levando reféns ao hospital. O Hamas rejeitou as alegações, afirmando que já havia informado ao público que levou reféns feridos durante ataques aéreos israelenses ao hospital para tratamento médico. Agências de inteligência dos EUA afirmaram que reféns foram mantidos no ou sob o hospital, mas foram transferidos para outro local antes do ataque israelense.
As Nações Unidas e a Cruz Vermelha expressaram preocupação com a incursão ao hospital, que foi condenada pelo diretor-geral da Organização Mundial da Saúde, Tedros Adhanom Ghebreyesus, que defendeu a segurança de pacientes e funcionários do hospital, mesmo que o hospital estivesse sendo usado militarmente. Muitos comentaristas políticos, como Jeremy Bowen [en] da BBC News e Mouin Rabbani [en], não estavam convencidos de que as evidências israelenses provassem que o hospital era o quartel-general da operação do Hamas. Após uma visita aos túneis do complexo hospitalar com o exército israelense, o Haaretz afirmou: "Não há como os administradores do hospital não soubessem o que estava acontecendo... não há dúvida de que foram usados pela companhia, batalhão e brigada do Hamas, e que combates foram dirigidos de lá em rodadas recentes, se não também na guerra atual." No entanto, a CNN, que também visitou o túnel, não viu evidências de que ele levava a um centro de comando. Um engenheiro de Gaza que conversou com um analista da Al Jazeera English argumentou que os vídeos mostrados pelas IDF eram de dois túneis diferentes editados juntos; a fonte também levantou suspeitas sobre o fato de as IDF não terem tentado abrir a porta à prova de explosões, embora desarmar uma armadilha "geralmente leve algumas horas, não mais de um dia": "Você diz arma fumegante, chega até ela e não mostra a arma fumegante." As IDF disseram que precisavam prosseguir lentamente porque o túnel estava cheio de armadilhas e que ficaram sem tempo para investigar os túneis antes de deixar o hospital. A retirada do hospital foi uma das condições do Cessar-fogo de 2023 da Guerra Israel-Hamas [en].
Uma equipe com representantes da ONU e da OMS visitou o hospital em 18 de novembro. Eles descobriram uma vala comum, que lhes foi dito conter mais de oitenta corpos. Vários pacientes morreram devido à falta de suprimentos essenciais, incluindo oxigênio, combustível e antibióticos. Em 19 de novembro, os 31 bebês prematuros vivos que recebiam cuidados no Al-Shifa foram evacuados para o Hospital Emirati em Rafah. Vinte e oito bebês foram então evacuados para o Egito em 20 de novembro.
O diretor do hospital, Mohammad Abu Salmiya, foi detido em 23 de novembro pelo Shin Bet para interrogatório enquanto viajava em um comboio da Organização Mundial da Saúde com outros funcionários. A detenção foi condenada pelo Hamas.
Em um artigo publicado em 21 de dezembro de 2023, o Washington Post analisou o material divulgado publicamente por Israel, junto com imagens de satélite e outros materiais disponíveis, e concluiu que "as evidências apresentadas pelo governo israelense não conseguem demonstrar que o Hamas usava o hospital como centro de comando e controle". O relatório afirmou que os quartos conectados a uma rede de túneis não apresentavam evidências imediatas de uso pelo Hamas, e que cada um dos edifícios identificados pelo porta-voz das IDF, Daniel Hagari, como "diretamente envolvidos" em atividades militares do Hamas não parecia estar conectado a nenhuma rede de túneis, e que não havia evidências divulgadas mostrando que uma rede de túneis poderia ser acessada de dentro das alas do hospital.
Em 2 de janeiro de 2024, a inteligência dos EUA confirmou sua crença de que o Hamas usou o Hospital Al-Shifa como centro de comando e para manter reféns israelenses, mencionando em uma avaliação que o Hamas "usou o complexo do Hospital Al-Shifa e locais abaixo dele para abrigar infraestrutura de comando, exercer certas atividades de comando e controle, armazenar algumas armas e manter pelo menos alguns reféns." Nenhuma evidência foi apresentada publicamente para sustentar essas alegações.
Em 12 de fevereiro de 2024, documentos de inteligência israelense classificados, obtidos e revisados pelo The New York Times, sugeriram que o Hamas armazenava armas e se abrigava no hospital, usando túneis de 213 metros de comprimento, duas vezes maiores do que se sabia anteriormente. Os túneis incluíam bunkers, áreas de convivência e salas de computadores e comunicações, e documentos confirmaram que o Hamas mascarava suas atividades usando o hospital. O Times também verificou que o túnel estava sob o centro cirúrgico. O artigo confirma que "o exército israelense, no entanto, tem lutado para provar que o Hamas mantinha um centro de comando e controle sob o hospital. Críticos do exército israelense dizem que as evidências não sustentam suas alegações iniciais, observando que ele divulgou material antes da incursão mostrando cinco complexos subterrâneos e também disse que a rede de túneis poderia ser acessada de dentro das alas do hospital."

### Segunda incursão (18 de março a 1 de abril de 2024)
Em 18 de março de 2024, as IDF realizaram outra incursão ao Hospital Al-Shifa, resultando em intensos confrontos armados dentro e ao redor do complexo hospitalar. Segundo o Ministério da Saúde de Gaza, aproximadamente 3.000 palestinos estavam abrigados no hospital quando a incursão começou.
As IDF afirmaram que militantes do Hamas estavam operando no hospital e que uma batalha armada começou após o início da incursão. As IDF relataram a perda de um soldado e afirmaram ter matado Faiq Mabhouh, supostamente chefe de operações da força de segurança interna do Hamas, além de um número não revelado de combatentes do Hamas. Faiq era irmão de Mahmoud Mabhouh, ex-chefe de logística e aquisição de armas do Hamas, assassinado em 2010. O Hamas reconheceu a morte de Faiq, mas negou que ele estivesse coordenando operações militares ou fosse membro militar. A Al-Aqsa TV afirmou que ele era membro da polícia de Gaza e Diretor de Operações do Ministério do Interior, coordenando operações de ajuda com agências como a UNRWA e tribos. No entanto, a UNRWA negou qualquer ligação com Faiq.
De acordo com o Mondoweiss [en], um indivíduo descrito como sobrevivente do cerco relatou que centenas de membros das alas não militares do Hamas e da Jihad Islâmica Palestina, empregados no hospital, haviam se reunido lá para receber seus salários.
A operação militar de duas semanas ao redor do Hospital Al-Shifa terminou em 1 de abril de 2024, com as forças israelenses declarando que haviam se retirado após "completar a operação". Os detalhes do que ocorreu são alvo de intenso debate, principalmente devido à falta de relatórios independentes de dentro de Gaza. Autoridades israelenses afirmaram que cerca de 900 suspeitos foram detidos, 200 combatentes do Hamas e da Jihad Islâmica foram mortos, armas e quase 3 milhões de dólares em dinheiro foram apreendidos. Fontes do Hamas afirmaram que Israel matou 400 palestinos dentro e ao redor do complexo Al-Shifa, e um porta-voz da Sociedade do Crescente Vermelho Palestino afirmou na Al Jazeera que civis e equipe médica foram executados por soldados israelenses.
As relatoras especiais da ONU [en] Tlaleng Mofokeng e Francesca Albanese emitiram uma declaração em 3 de abril afirmando: "A extensão da atrocidade ainda não pode ser totalmente documentada devido à sua escala e gravidade – e claramente representa o ataque mais horrível aos hospitais de Gaza. O cerco e a destruição de um hospital e o assassinato de trabalhadores da saúde, doentes e feridos, e das pessoas que os protegem, são proibidos pelo direito internacional." E ainda: "Neste ponto, não estamos mais discutindo a disponibilidade, acessibilidade, aceitabilidade e qualidade do atendimento médico recebido com dignidade, mas a aniquilação de qualquer infraestrutura capaz de fornecer primeiros socorros básicos. A destruição deliberada da infraestrutura de saúde em Gaza criou condições calculadas para destruir a população angustiada e traumatizada."
A operação israelense foi referida como um massacre pela Jacobin e pela The Nation. O Euro-Mediterranean Human Rights Monitor [en] afirmou que "Embora o número exato de vítimas da atrocidade ainda seja desconhecido, relatórios preliminares sugerem que mais de 1.500 palestinos foram mortos, feridos ou estão desaparecidos como resultado do massacre no Al-Shifa, com mulheres e crianças representando metade das vítimas."
Fotos e vídeos publicados mostraram sinais de forte destruição dentro e ao redor do complexo após a retirada israelense. Um porta-voz da OMS afirmou em 1 de abril de 2024 que 21 pacientes morreram durante a operação e 107 pacientes permaneceram no complexo sem suprimentos essenciais e suporte médico. Segundo declarações do exército, as forças israelenses evacuaram cerca de 200 pacientes durante a incursão. Autoridades de Gaza afirmaram que o hospital estava completamente fora de serviço.

### Campanha de mídia israelense
Antes e após o cerco ao hospital Al-Shifa, o governo israelense conduziu uma campanha de relações públicas para justificar o cerco e a ocupação do hospital. Em 11 de novembro, o Ministério das Relações Exteriores de Israel publicou no X um vídeo supostamente gravado por uma enfermeira do hospital Al-Shifa, no qual ela corrobora as alegações israelenses sobre o uso do hospital pelo Hamas. O jornal The Nation classificou a campanha como propaganda e relatou que o vídeo foi amplamente ridicularizado, com muitos árabes questionando sua autenticidade, levando o ministério a excluir a publicação em um dia. O The Daily Beast, ao comentar o vídeo, afirmou que "tudo nele remetia a uma peça de teatro de ensino médio — desde o sotaque forçado, que parecia saído de uma novela israelense, até os pontos de fala do IDF perfeitamente roteirizados saindo de sua boca". A France 24 concluiu que o vídeo provavelmente foi encenado. Posteriormente, a France 24, citando três especialistas — Michael Milshtein, da Universidade de Tel Aviv, Scott Savitz, engenheiro, e Daphne Richmond-Barak, da Universidade Reichman em Israel —, constatou que as imagens divulgadas por Israel de túneis sob o hospital Al-Shifa "indicam que esses túneis possuem todas as características de túneis pertencentes ao grupo terrorista Hamas".
Alguns especialistas afirmaram que evidências questionáveis, como afirmar que um calendário em árabe era uma escala de turnos do Hamas ou exibir cortinas como prova de que vídeos de reféns foram gravados, comprometeram a credibilidade de Israel. H. A. Hellyer [en] declarou: "A ironia é que eles podem encontrar algo e ninguém vai acreditar, neste ponto a credibilidade deles está abalada". Ele acrescentou: "Não levamos a sério o que um grupo terrorista diz, mas levamos a sério o que um exército diz, especialmente um que é aliado nosso. Portanto, naturalmente, o submetemos a um padrão mais elevado". Muhammad Shehada, chefe de programas e comunicações do Euro-Mediterranean Human Rights Monitor, criticou as condições impostas por Israel às equipes de mídia em visitas supervisionadas ao hospital Al-Shifa, afirmando que as emissoras concordaram essencialmente em transmitir propaganda. Ele disse: "Você não tem permissão para falar com nenhum palestino ou habitante de Gaza para contestar o que o IDF está lhe fornecendo. Você não pode ir além do tour que o IDF organizou, então você se limita ao que o IDF quer mostrar e aonde eles te levam. E você deve revisar o material com eles antes de publicar, de modo que o resultado disso não é jornalismo. É propaganda".
O The New Arab [en], ao descrever a campanha de propaganda em curso e seu fracasso em conquistar credibilidade, escreveu que Israel "recorreu a áudios falsos, alegações infundadas e imagens manipuladas para justificar seu ataque em Gaza". O jornal destacou que a interrupção no fornecimento de combustível por Israel e o corte de eletricidade causaram a falha das incubadoras na unidade de terapia intensiva neonatal do hospital Al-Shifa, resultando na morte de três bebês prematuros. Embora Israel tenha causado a escassez de combustível e a falha das incubadoras existentes, fez alarde ao entregar novas incubadoras ao hospital. No entanto, o The New Arab informou que o problema não estava nas incubadoras, mas na falta de combustível, questão que não foi resolvida. A Reuters informou que o IDF afirmou que três incubadoras movidas a bateria estavam de prontidão fora de Gaza. O IDF divulgou um vídeo mostrando a entrega de 300 litros de combustível na entrada do hospital Al-Shifa e uma foto de um soldado carregando incubadoras móveis. Um porta-voz do IDF afirmou: "Estamos tentando trazer incubadoras que possam ajudar a transferir bebês do hospital Al-Shifa para outros locais no sul, o que ajudará a proteger os bebês no hospital". Um médico do Al-Shifa disse que os 300 litros não foram utilizados, pois, segundo a NBC News, eram "praticamente uma gota no oceano" em comparação com os 10.000 litros necessários para operar "partes vitais do hospital". O IDF alegou que o Hamas instruiu a equipe do hospital a não coletar o combustível. Na terça-feira, o IDF declarou que a entrega tinha o objetivo de "ganhar mais tempo" para salvar vidas no hospital — especificamente de bebês e crianças — e não de operar todo o hospital. Em 19 de novembro, uma missão conjunta da OMS, ONU e Crescente Vermelho Palestino evacuou 31 bebês para um hospital no sul de Gaza em seis ambulâncias fornecidas pelo Crescente Vermelho Palestino, e pelo menos 28 deles foram transferidos para o Egito. Oito bebês morreram antes da evacuação.
Jeremy Scahill, em um artigo publicado em 21 de novembro de 2023 pelo The Intercept, também classificou as tentativas de Israel de justificar o cerco ao hospital como propaganda. Ele observou que, antes do cerco, Israel publicou animações supostamente retratando um sofisticado centro de comando e controle subterrâneo do Hamas. Scahill opinou que as evidências apresentadas pelo IDF após assumir o controle do hospital eram pouco convincentes. Ele destacou que não era segredo que existiam túneis e salas subterrâneas no complexo do Hospital Al-Shifa — de fato, Israel auxiliou na construção desses túneis e contratou militantes do Hamas como guardas para proteger os empreiteiros que trabalharam nas instalações subterrâneas na década de 1980.
Após a divulgação de evidências em vídeo por Israel em 22 de novembro, a Associated Press, o New York Times, o Wall Street Journal, o Guardian e a Sky News afirmaram que isso não constituía prova conclusiva de que o Hamas usava o hospital como centro de comando. O Wall Street Journal observou que "embora muitos analistas de segurança concordem que as evidências mais recentes divulgadas por Israel sugerem cada vez mais a presença do Hamas no hospital, a maioria diz que ainda não viu algo que constitua uma prova definitiva de que era um centro de comando do Hamas, como Israel alegou". O Haaretz avaliou as imagens como "prova inequívoca de que o grupo terrorista usava o hospital para suas necessidades militares". A Anistia Internacional, afirmando que ainda não viu "nenhuma evidência crível" de que o Al-Shifa abrigava um centro de comando do Hamas, declarou que "Israel falhou repetidamente em produzir qualquer evidência que substancie essa alegação, que promove desde pelo menos a Operação Chumbo Fundido de 2008-9".